# Plectropomus laevis
Plectropomus laevis is een straalvinnige vissensoort uit de familie van zaag- of zeebaarzen (Serranidae).
De wetenschappelijke naam van de soort werd voor het eerst geldig gepubliceerd in 1801 door Bernard Germain de Lacépède.
De soort staat op de Rode Lijst van de IUCN als Kwetsbaar, beoordelingsjaar 2008. De omvang van de populatie is volgens de IUCN dalend.